# Canton de Vercel-Villedieu-le-Camp
Le canton de Vercel-Villedieu-le-Camp est une ancienne division administrative française, située dans le département du Doubs et la région Franche-Comté.

## Histoire
En 2009, le canton est passé de l'arrondissement de Besançon à celui de Pontarlier.

## Représentation

### Conseillers généraux de 1833 à 2015
| Période | Période           | Identité                                     | Étiquette                         | Qualité |
| ------- | ----------------- | -------------------------------------------- | --------------------------------- | --- |
| 1833    | 1843 (décès)      | Noël-Pacifique Monnier (1776-1843)           |                                   | Maire de Vercel |
| 1843    | 1848              | Baron Charles-François Desbiez de Saint-Juan |                                   | Propriétaire à Saint-Juan et à Besançon                                                                                         |
| 1848    | 1852              | Claude-Joseph Marsoudet                      |                                   | Juge de paix au Valdahon |
| 1852    | 1867              | Charles-Victor-Auguste Jeannin               |                                   | Juge de paix à Vercel, ancien conseiller d'arrondissement                                                                       |
| 1867    | 1890 (annulation) | Alexandre Estignard                          | Droite                            | Conseiller honoraire à la Cour d'appel de Besançon Député (1876-1878)                                                           |
| 1890    | 1901              | Jean Bernard                                 | Rad.                              | Avocat Député (1878-1889) Sénateur (1889-1907) Maire de Baume-les-Dames Président du Conseil Général                            |
| 1901    | 1912 (décès)      | Alexandre Colisson                           | Républicain                       | Propriétaire à Epenoy |
| 1912    | 1940              | Hilaire Projean                              | Républicain Progressiste puis PSF | Notaire, maire de Vercel |
|         |                   |                                              |                                   | |
| 1943    | 1945              | Henri Viennet                                |                                   | Maire de Valdahon (1931-1959) Nommé conseiller départemental en 1943                                                            |
|         |                   |                                              |                                   | |
| 1945    | 1955              | Paul Becquenot                               | MRP                               | Notaire à Vercel |
| 1955    | 1967              | Henri Viennet                                | PRL puis DVD                      | Maire de Valdahon (1931-1959) Vice-Président du Conseil Général                                                                 |
| 1967    | 1979              | Denise Viennet (nièce du précédent)          | DVD                               | Maire de Valdahon (1971-1983)                                                                                                   |
| 1979    | 2004              | Georges Gruillot                             | RPR puis UMP                      | Docteur vétérinaire Sénateur (1988-2008) Président du Conseil Général (1982-1999) Maire de Vercel-Villedieu-le-Camp (1977-2001) |
| 2004    | 2015              | Léon Bessot,                                 | DVG                               | Cadre bancaire retraité Maire de Valdahon (1995-2014)                                                                           |

### Conseillers d'arrondissement (de 1833 à 1940)
Le canton de Vercel avait deux conseillers d'arrondissement (sauf de 1926 à 1931).
Il appartenait à l'arrondissement de Baume-les-Dames jusqu'à sa disparition en 1926.
| Période                                  | Période      | Identité                                   | Étiquette | Qualité |
| ---------------------------------------- | ------------ | ------------------------------------------ | --------- | --- |
| 1833                                     | 1852         | Siméon Colisson                            |           | Notaire, propriétaire à Épenoy                                                                              |
| 1833                                     | 1839 (décès) | Pierre Denis Fernier (1778-1839)           |           | Négociant à Vercel                                                                                          |
| 1839                                     | 1845         | François Xavier Ferniot                    |           | Propriétaire à Besançon                                                                                     |
| 1845                                     | 1848         | Charles Victor Auguste Jeannin (1806-1878) |           | Avocat à Baume-les-Dames, juge de paix à Vercel                                                             |
| 1848                                     |              | François Julien Mairot                     |           | Vétérinaire à Vercel, propriétaire à Nods                                                                   |
|                                          |              |                                            |           | |
|                                          | 1893 (décès) | François Alcide Nachin (1852-1893)         |           | Banquier, propriétaire à Vercel                                                                             |
|                                          |              |                                            |           | |
| 1919                                     | 1940         | Charles Mercier                            | Droite    | Maire de Rantechaux                                                                                         |
| 1919                                     | 1940         | Constant Bouveresse                        | Droite    | Cultivateur à Épenoy                                                                                        |
| 1940                                     |              |                                            |           | Les conseils d'arrondissement ont été suspendus par la loi du 12 octobre 1940 et n'ont jamais été réactivés |
| Les données manquantes sont à compléter. |              |                                            |           | |

## Composition
Le canton de Vercel-Villedieu-le-Camp regroupait les vingt-huit communes suivantes :
| Nom                                       | Code Insee | Intercommunalité                    | Superficie (km2) | Population (dernière pop. légale) | Densité (hab./km2) |
| ----------------------------------------- | ---------- | ----------------------------------- | ---------------- | --------------------------------- | ------------------ |
| Vercel-Villedieu-le-Camp (chef-lieu)      | 25601      | CC des Portes du Haut-Doubs         | 29,96            | 1 522 (2014)                      | 51                 |
| Adam-lès-Vercel                           | 25007      | CC des Portes du Haut-Doubs         | 3,19             | 100 (2014)                        | 31                 |
| Athose                                    | 25028      | CC des Premiers Sapins              | 7,63             | 181 (2013)                        | 24                 |
| Avoudrey                                  | 25039      | CC des Portes du Haut-Doubs         | 12,86            | 892 (2014)                        | 69                 |
| Belmont                                   | 25052      | CC des Portes du Haut-Doubs         | 4,72             | 64 (2014)                         | 14                 |
| Bremondans                                | 25089      | CC des Portes du Haut-Doubs         | 7,22             | 85 (2014)                         | 12                 |
| Chasnans                                  | 25128      | CC des Premiers Sapins              | 7,87             | 269 (2013)                        | 34                 |
| Chaux-lès-Passavant                       | 25141      | CC des Portes du Haut-Doubs         | 8,44             | 146 (2014)                        | 17                 |
| Chevigney-lès-Vercel                      | 25151      | CC des Portes du Haut-Doubs         | 5,38             | 124 (2014)                        | 23                 |
| Courtetain-et-Salans                      | 25175      | CC des Portes du Haut-Doubs         | 6,85             | 85 (2014)                         | 12                 |
| Épenouse                                  | 25218      | CC des Portes du Haut-Doubs         | 5,75             | 143 (2014)                        | 25                 |
| Épenoy                                    | 25219      | CC des Portes du Haut-Doubs         | 13,25            | 623 (2014)                        | 47                 |
| Étalans                                   | 25222      | CC des Portes du Haut-Doubs         | 40,91            | 1 464 (2014)                      | 36                 |
| Étray                                     | 25227      | CC des Portes du Haut-Doubs         | 6,00             | 265 (2014)                        | 44                 |
| Eysson                                    | 25231      | CC des Portes du Haut-Doubs         | 6,01             | 110 (2014)                        | 18                 |
| Fallerans                                 | 25233      | CC des Portes du Haut-Doubs         | 10,78            | 269 (2014)                        | 25                 |
| Hautepierre-le-Châtelet                   | 25302      | CC des Premiers Sapins              | 9,61             | 110 (2013)                        | 11                 |
| Longechaux                                | 25342      | CC des Portes du Haut-Doubs         | 5,13             | 75 (2014)                         | 15                 |
| Longemaison                               | 25343      | CC des Portes du Haut-Doubs         | 9,63             | 140 (2014)                        | 15                 |
| Magny-Châtelard                           | 25355      | CC des Portes du Haut-Doubs         | 4,20             | 56 (2014)                         | 13                 |
| Nods                                      | 25424      | CC des Premiers Sapins              | 11,78            | 591 (2013)                        | 50                 |
| Orsans                                    | 25435      | CC des Portes du Haut-Doubs         | 8,29             | 163 (2014)                        | 20                 |
| Passonfontaine                            | 25447      | CC des Portes du Haut-Doubs         | 19,49            | 310 (2014)                        | 16                 |
| Rantechaux                                | 25480      | CC des Premiers Sapins              | 5,71             | 183 (2013)                        | 32                 |
| Valdahon                                  | 25578      | CC des Portes du Haut-Doubs         | 25,51            | 5 344 (2014)                      | 209                |
| Vanclans                                  | 25585      | CC des Premiers Sapins              | 9,60             | 210 (2013)                        | 22                 |
| Vernierfontaine                           | 25605      | CC des Portes du Haut-Doubs         | 13,28            | 455 (2014)                        | 34                 |
| Verrières-du-Grosbois (commune d'Étalans) | 25610      | CC du Pays de Pierrefontaine Vercel | 7,86             | 38 (2014)                         | 4,8                |

## Démographie
| 1962  | 1968  | 1975  | 1982  | 1990  | 1999   | 2006   | 2011   | 2012   |
| ----- | ----- | ----- | ----- | ----- | ------ | ------ | ------ | ------ |
| 7 657 | 8 245 | 8 518 | 9 185 | 9 519 | 10 422 | 12 047 | 13 320 | 13 389 |